# 매니토웍 크레인
매니토웍 크레인(영어: Manitowoc Cranes)은 미국의 건설 장비 제조 업체로, 매니토웍 컴파니(영어: The Manitowoc Company)의 자회사이다. 본사는 미국 위스콘신주 매니토웍에 있다.

## 역사
1925년에 최초로 기중기를 제작한 것이 회사를 설립한 계기가 되었다. 2000년 프랑스의 포테인 회사를 합병한데 이어 2003년에 미국의 이동식 기중기 회사였던 그로브를 합병해 현재에 이르고 있다.

## 사진

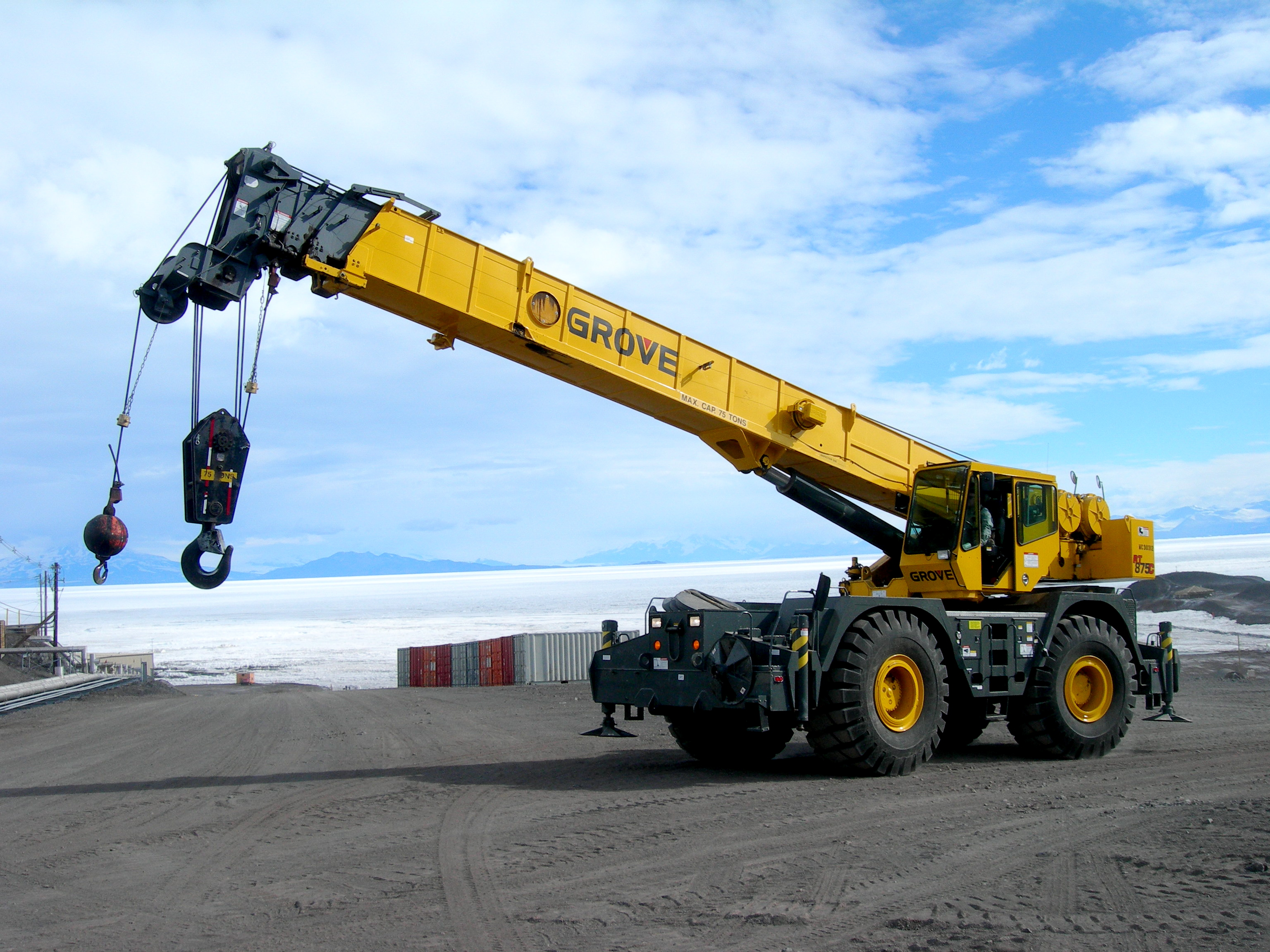
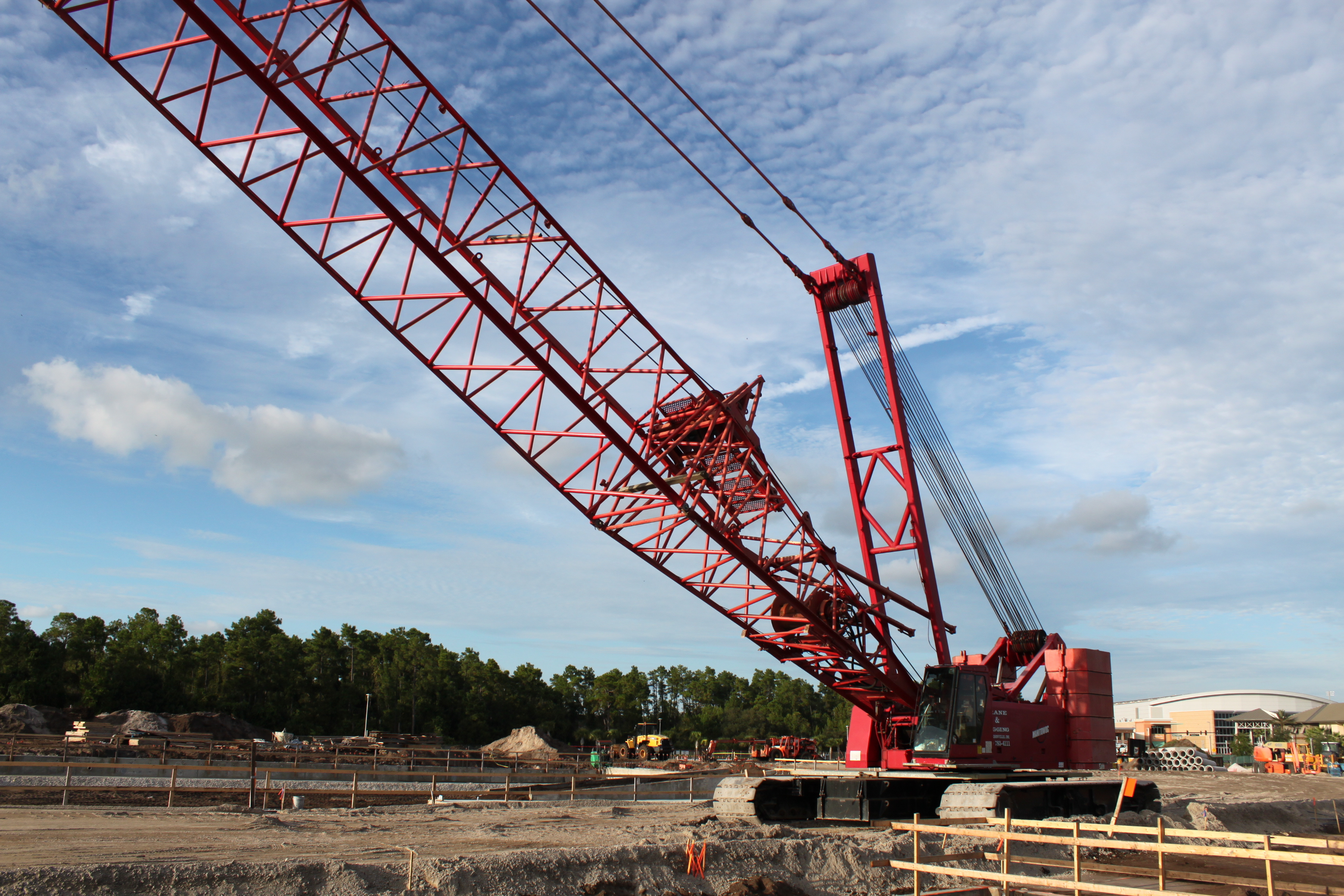
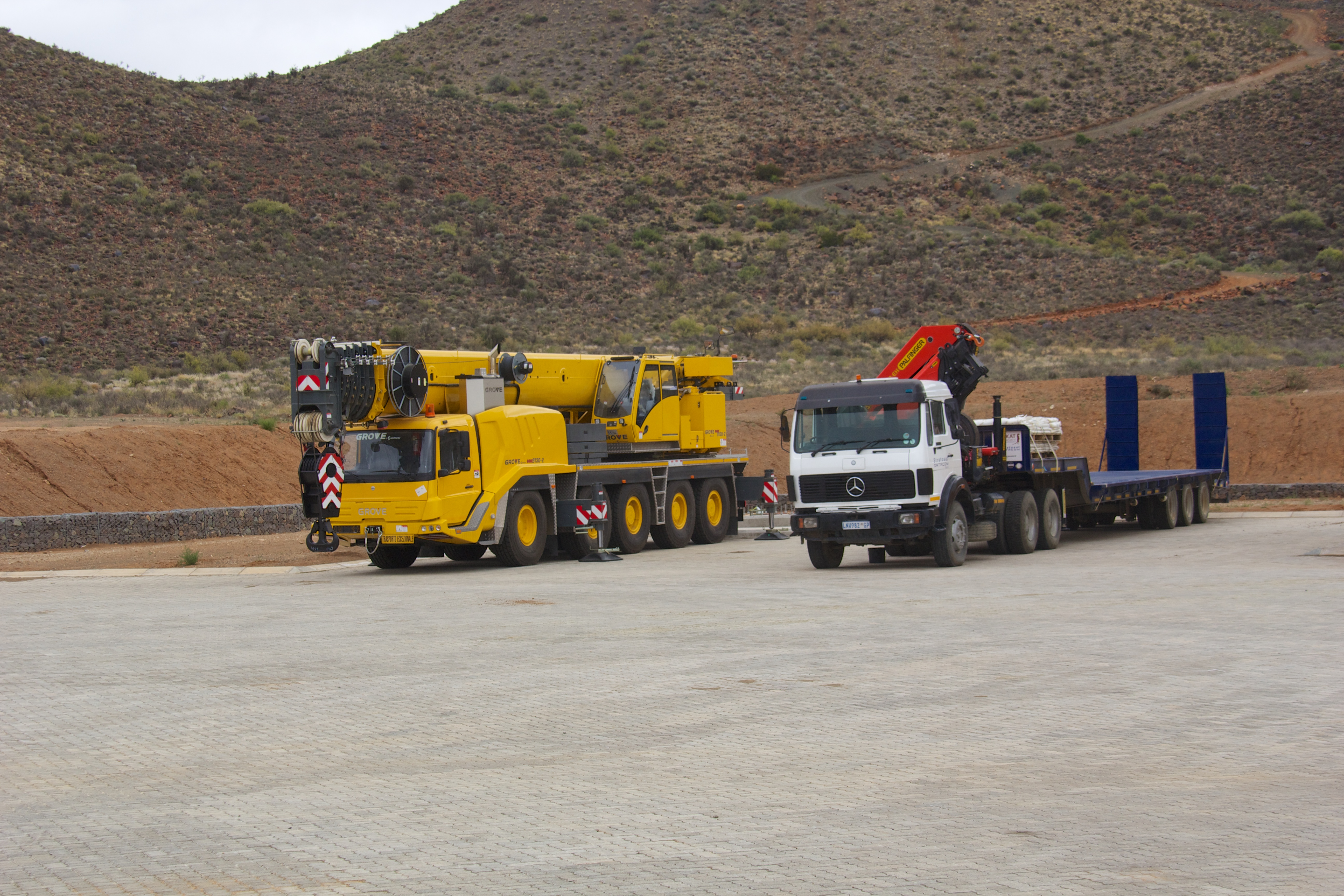
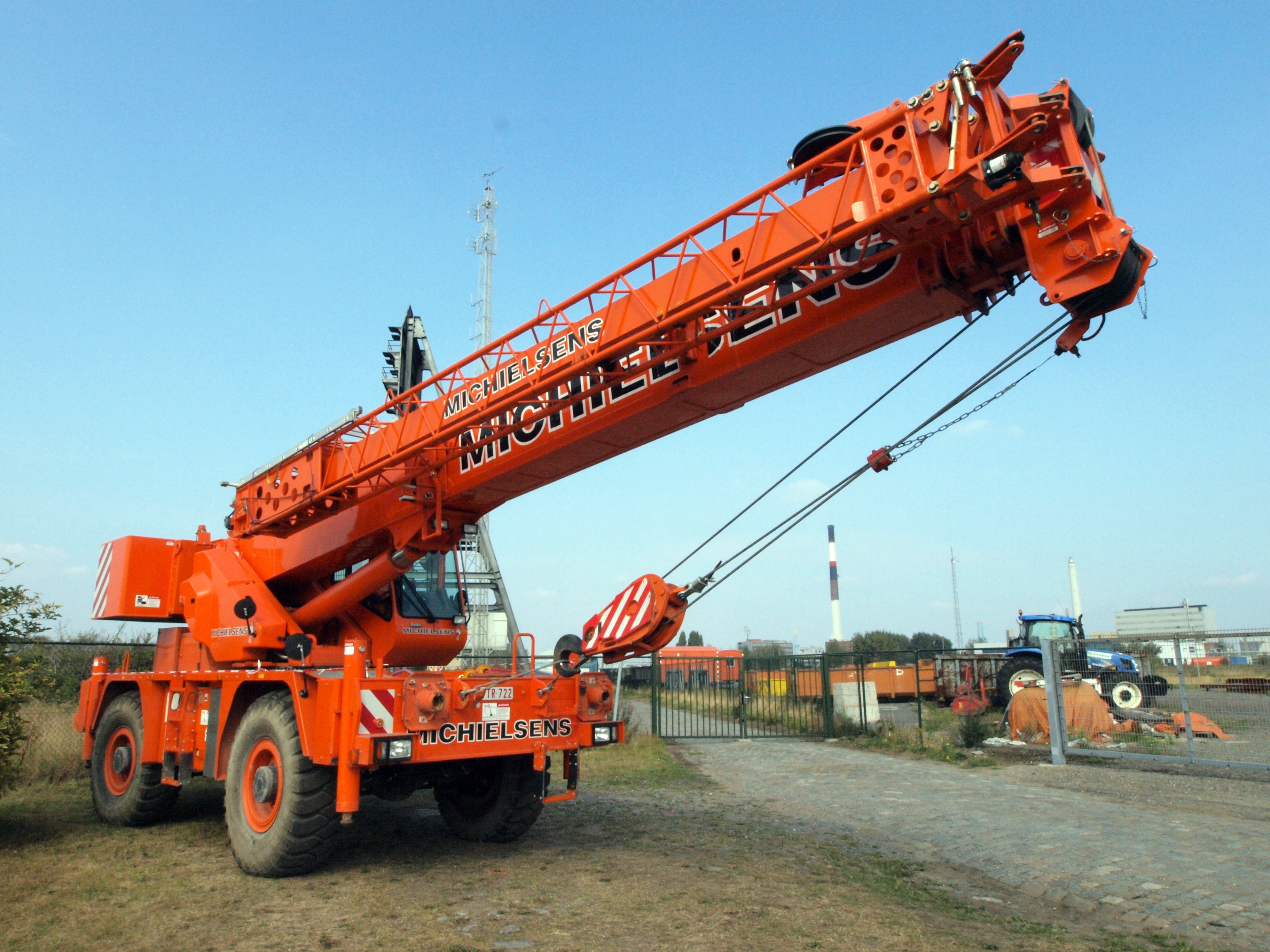
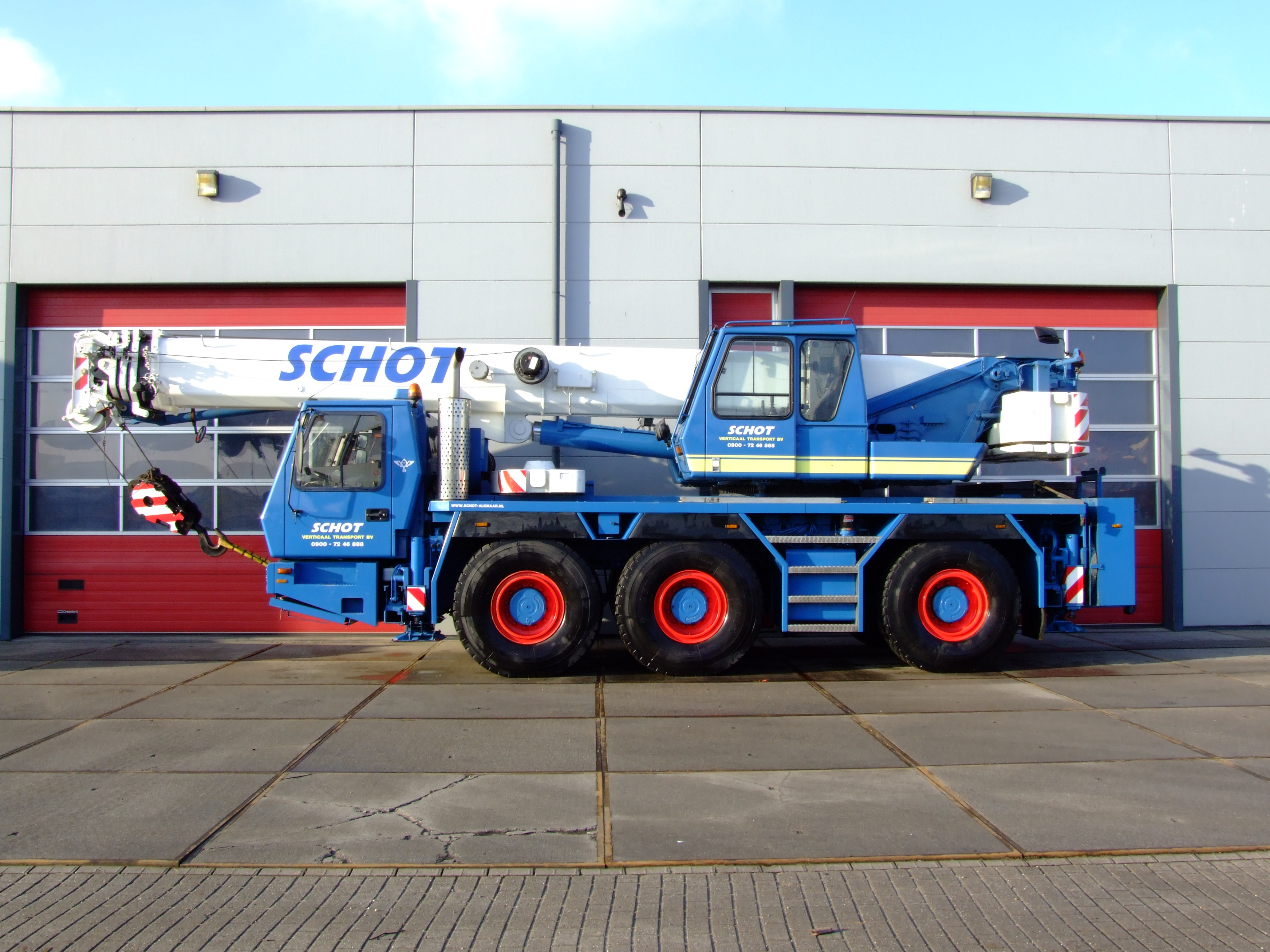
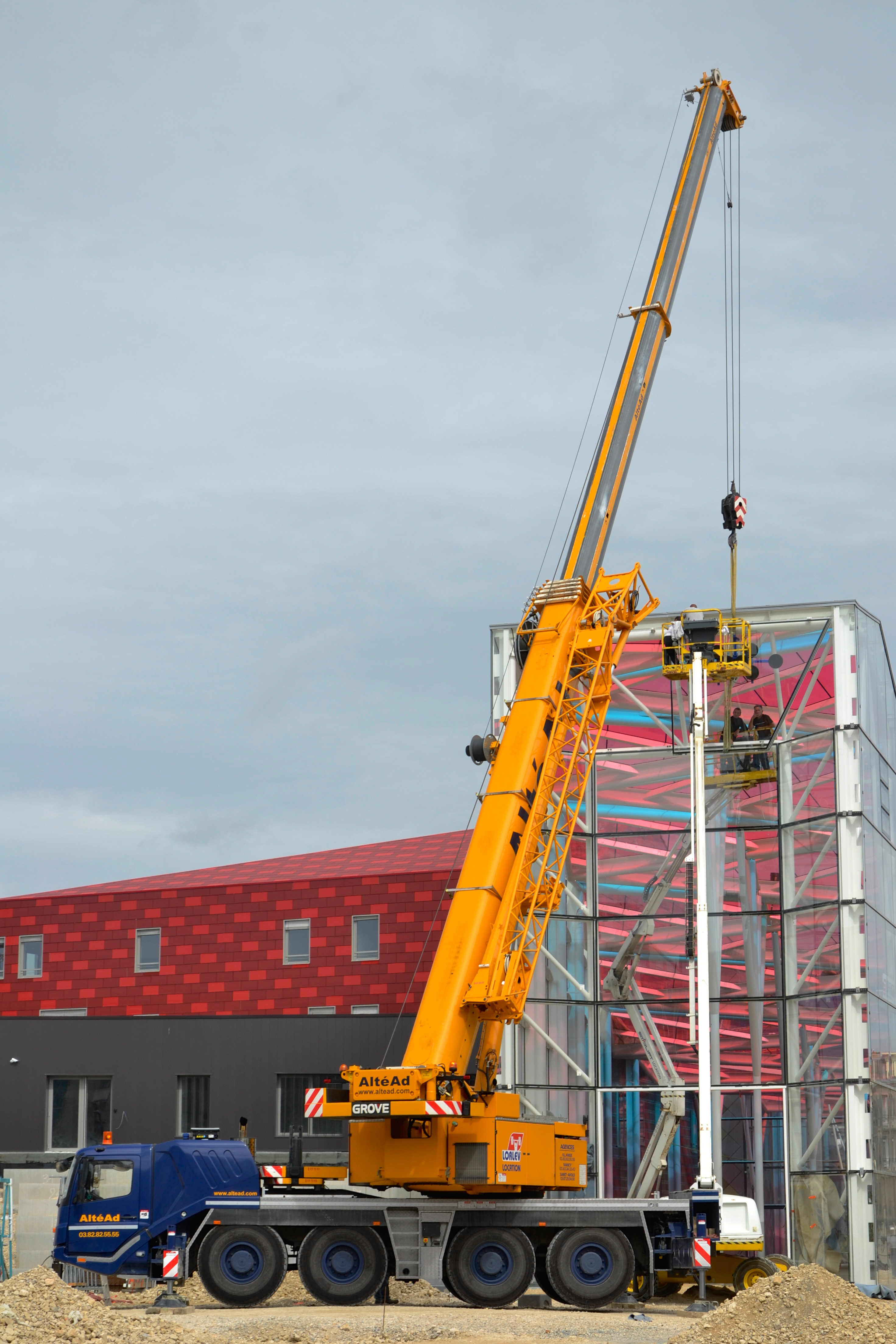
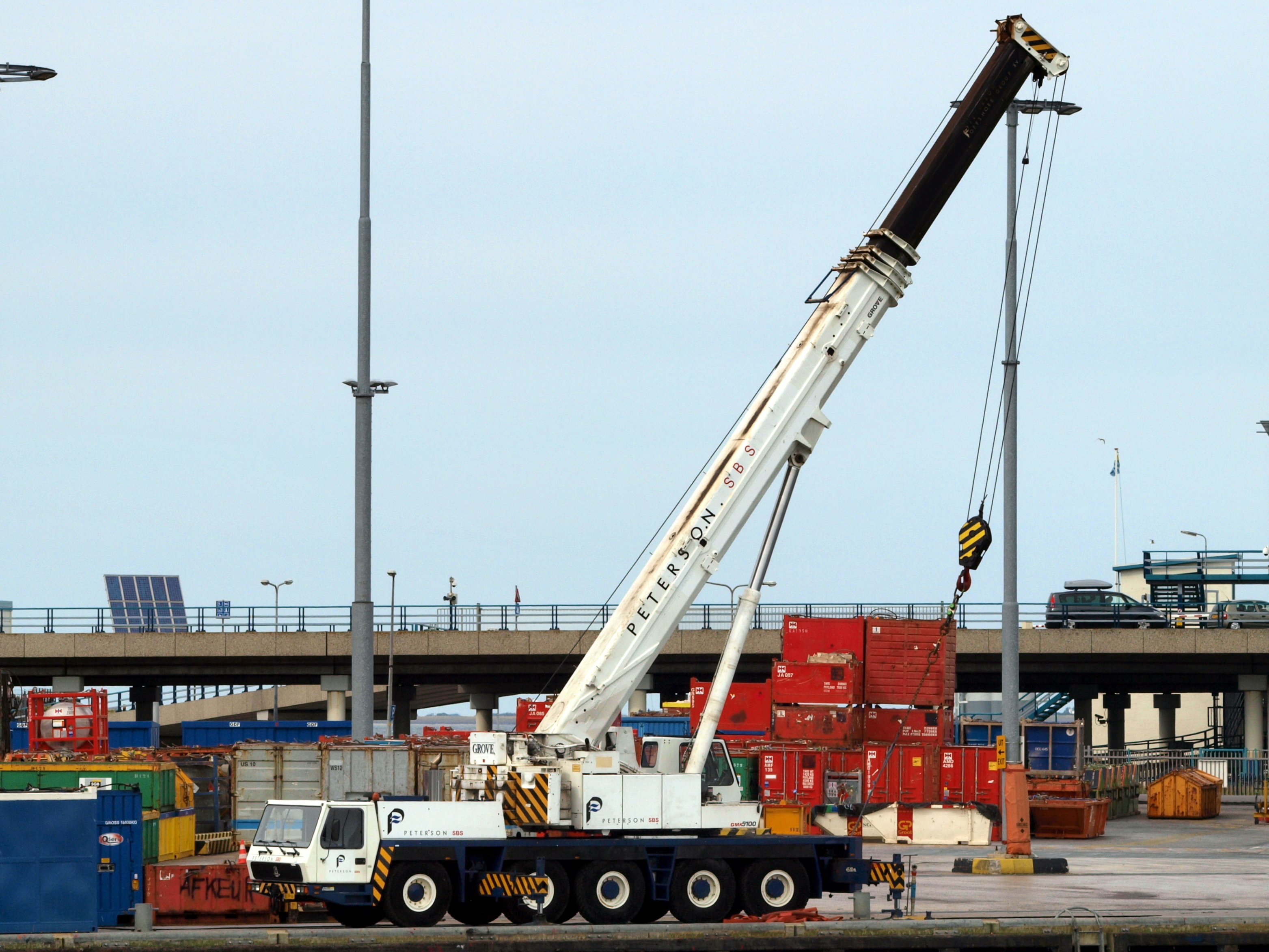